# Ana Moreira
Pour les articles homonymes, voir Moreira.
Ana Moreira, née le 13 février 1980 à Lisbonne (Portugal), est une actrice portugaise.

## Filmographie

### Au cinéma
- 1997 : Primavera : Ema
- 1998 : Les Mutants (Os Mutantes) de Teresa Villaverde : Andreia
- 2000 : Tarde Demais : Laura
- 2001 : Água e Sal : Emília
- 2001 : Rasganço : Laura
- 2002 : Emprestas-me os Teus Olhos : Maria
- 2002 : Venus Velvet : Marta
- 2003 : O Fascínio : Blanca
- 2004 : O Estratagema do Amor : Ball's Guest
- 2004 : Adriana : Adriana
- 2005 : Nunca Estou Onde Pensas Que Estou : Menina com o cão
- 2005 : Los nombres de Alicia : Mina
- 2005 : Fin de curso : Ana
- 2006 : Transe : Sónia
- 2007 : Agora Tu
- 2007 : O Capacete Dourado : Margarida
- 2008 : Fevereiro
- 2008 : Um Amor de Perdição : Teresa Albuquerque
- 2008 : A Corte do Norte : Sissi / Rosalina / Emília de Sousa / Águeda / Rosamunde
- 2009 : Histórias de Alice : Alice
- 2009 : Too Many Daddies, Mommies and Babies
- 2009 : La Religieuse portugaise (A Religiosa Portuguesa) : Irma Joana
- 2009 : O Caçador
- 2010 : Le Film de l'intranquillité (Filme do Desassossego) : Rapariga Pálida
- 2011 : A Vida Queima
- 2011 : Boudoir
- 2011 : A Parideira : Margarida
- 2011 : Quinze Pontos na Alma : Adelaide
- 2012 : Tabou : Aurora jeune
- 2013 : Al Fachada
- 2013 : Tanto Para Andar Até Dormir : Isabel
- 2014 : Salomé : Salomé
- 2014 : Os Maias: Cenas da Vida Romântica : D. Maria Eduarda Runa
- 2014 : Rosa : Rosa
- 2017 : Amor Amor
- 2017 : Lovers on Borders : Mariana
- Prochainement : Untitled Europe Project

## Distinctions
- 1999 : Shooting Stars de la Berlinale
- 2006 : Globo de Ouro de la meilleure actrice pour Adriana